# Легкі крейсери типу «Ліндер»
Легкі крейсери типу «Ліндер» (англ. Leander-class cruiser) — клас військових кораблів з 8 легких крейсерів, що випускалися британськими суднобудівельними компаніями з 1931 по 1935 роки. Легкі крейсери цього типу входили до складу Королівських військово-морських флотів Великої Британії та Королівський ВМФ Австралії і брали найактивнішу участь у морських боях і битвах Другої світової війни.
Всього було побудовано вісім одиниць: п'ять для ВМФ Великої Британії і три для ВМФ Австралії. Пізніше два з них були передані до ВМФ Новій Зеландії, з них один потім увійшов до ВМС Індії. Австралійські крейсери були модифіковані і їх відокремлюють до окремого типу «Модифікований Ліндер» або «клас Перт». Конструктивно крейсери розроблялися на основі важкого крейсера «Ексетер» типу «Йорк».

## Легкі крейсери типу «Ліндер»

### Королівський військово-морський флот Великої Британії
| Корабель  | Номер вимпелу | Виготовлювач                          | Закладено       | Спущено           | У строю        | Статус |
| --------- | ------------- | ------------------------------------- | --------------- | ----------------- | -------------- | --- |
| «Ліндер»  | 75            | HMNB Devonport, Девонпорт             | 1 серпня 1928   | 13 липня 1929     | 21 липня 1931  | 30 квітня 1937 переданий до Королівського ВМФ Нової Зеландії (перейменований на HMNZS «Ліндер»); проданий на брухт 15 грудня 1949                  |
| «Акіліз»  | 70            | Cammell Laird, Беркенгед              | 11 червня 1931  | 1 вересня 1932    | 10 жовтня 1933 | 1 жовтня 1936 переданий до Королівського ВМФ Нової Зеландії (перейменований на HMNZS «Акіліз» (70); проданий до складу індійських ВМС 5 липня 1948 |
| «Ейджекс» | 22            | Vickers-Armstrongs, Барроу-ін-Фернесс | 7 лютого 1933   | 1 березня 1934    | 3 червня 1935  | проданий на брухт у 1949 |
| «Нептун»  | 20            | HMNB Portsmouth, Портсмут             | 2 березня 1931  | 24 вересня 1931   | 31 січня 1933  | 19 грудня 1941 затонув після підриву на мінному полі поблизу Триполі                                                                               |
| «Орайон»  | 85            | Vickers-Armstrongs, Барроу-ін-Фернесс | 26 вересня 1931 | 24 листопада 1932 | 18 січня 1934  | 19 липня 1949 проданий на брухт |

### Королівський австралійський військово-морський флот
| Корабель | Номер вимпелу | Виготовлювач                  | Закладено      | Спущено         | У строю         | Статус |
| -------- | ------------- | ----------------------------- | -------------- | --------------- | --------------- | --- |
| «Перт»   | D29           | Portsmouth Dockyard, Портсмут | 26 червня 1933 | 27 липня 1934   | 15 червня 1936  | 29 червня 1939 проданий до Королівського австралійського ВМФ (перейменований на HMAS «Перт»); загинув у морському бою з японською ескадрою в битві в Зондській протоці 1 березня 1942 |
| «Гобарт» | D63           | HMNB Devonport, Девонпорт     | 15 червня 1934 | 9 жовтня 1934   | 13 січня 1936   | 6 жовтня 1938 проданий до Королівського австралійського ВМФ (перейменований на HMAS «Гобарт»); проданий на брухт у 1962                                                               |
| «Сідней» | D48           | Swan Hunter, Тайн і Вір       | 8 липня 1933   | 22 вересня 1934 | 24 вересня 1935 | загинув у морському бою з німецьким допоміжним крейсером «Корморан» 19 листопада 1941                                                                                                 |